# Philoliche dissimilis
Philoliche dissimilis är en tvåvingeart som först beskrevs av Ricardo 1914.  Philoliche dissimilis ingår i släktet Philoliche och familjen bromsar.
Artens utbredningsområde är Seychellerna. Inga underarter finns listade i Catalogue of Life.